# 염습

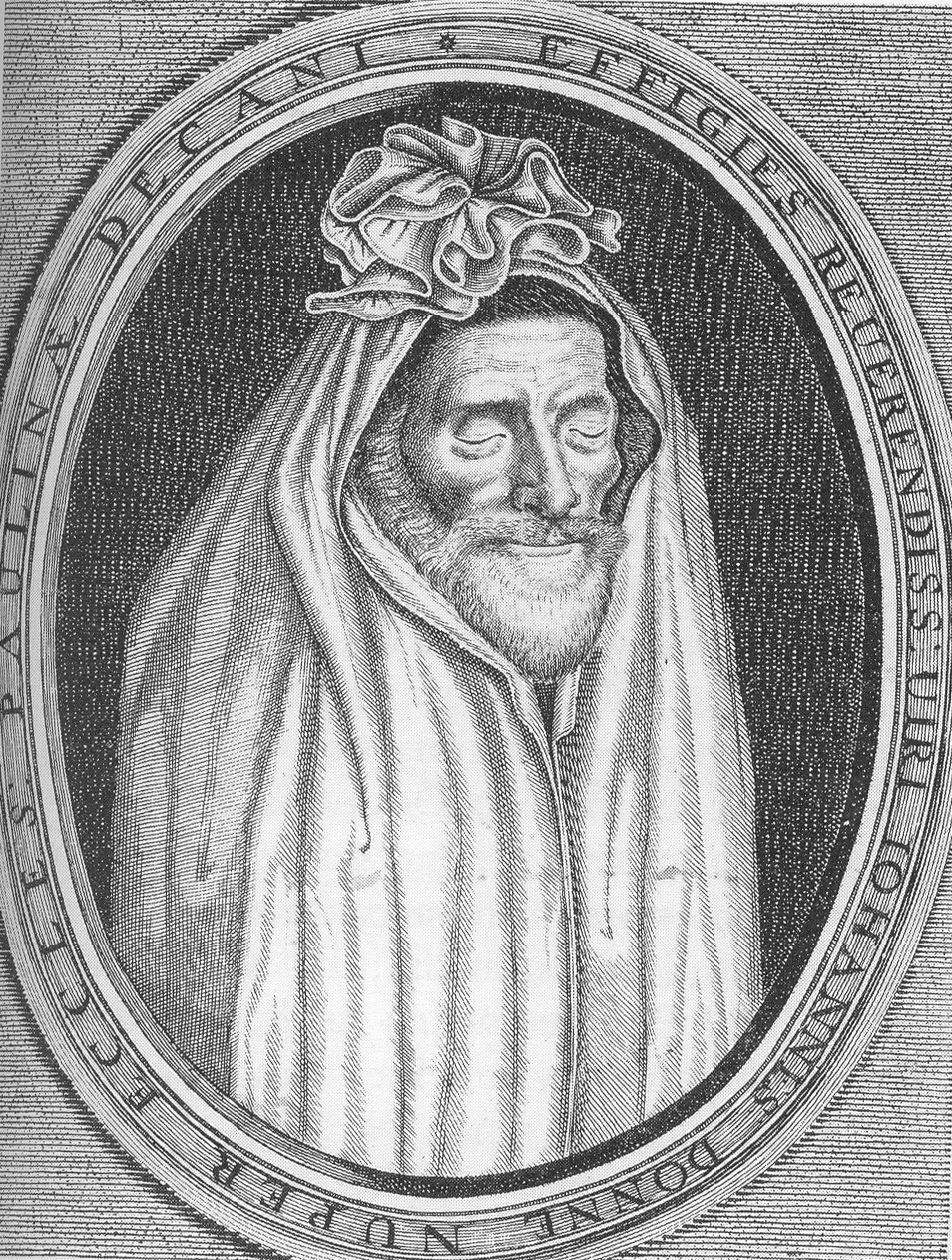

염습(殮襲, 영어: mound shroud, grave clothes, winding-cloths, winding-sheets) 또는 단순히 염(殮)은 한국의 장례 문화에서 죽은 사람의 몸을 씻기고 옷을 입힌 뒤 염포로 묶는 것을 말한다.
마지막으로 죽은 사람의 입에 곡식을 물리는 데 이를 ‘염’이라 하기도 한다.
염에 관련된 내용을 다루고 있는 작품에는 '염 (오른쪽에 심장이 있는 남자)' 등이 있다.

## 같이 보기
- 장례
- 장의사
- 미라